# اتحادیه گودایپور
اتحادیه گودایپور (به لاتین: Godaipur Union) یک منطقهٔ مسکونی در بنگلادش است که در Paikgachha Upazila واقع شده‌است.